# Tabanus marginalis
Tabanus marginalis är en tvåvingeart som beskrevs av Fabricius 1805. Tabanus marginalis ingår i släktet Tabanus och familjen bromsar. Inga underarter finns listade i Catalogue of Life.